# Лудрик, Теодор Яковлевич
Теодор Яковлевич Лудрик — советский военный врач и революционный деятель, латышский стрелок, заслуженный врач Латвийской ССР.

## Биография
Родился в 1901 году в Бауске. Член КПСС с 1919 года.
Участник Октябрьской революции и Гражданской войны в России, латышский стрелок.
Окончил Ленинградскую военно-медицинскую академию.
В межвоенное время — военный врач, начальник санитарной части 1-й пограничной школы имени Ворошилова.
Участник Великой Отечественной войны: начальник военно-полевого госпиталя № 88 19-го стрелкового корпуса, начальник эвакогоспиталя № 991, начальник 2381-го полевого передвижного госпиталя.
Под командованием военврача, подполковника медицинской службы Теодора Яковлевича Лудрика 2381-й ППГ оказывал помощь действующей армии при прорыве блокады Ленинграда. В битве за Днепр личному составу госпиталя было присвоено звание гвардейцев. Это был ППГ первой линии, то есть принимал раненых нередко из полковых медпунктов, прямо с передовой, с поля боя. В 1945 г. ППГ награждён орденом Красной Звезды за образцовое выполнение заданий командования в боях при овладении столицы Германии — г. Берлин и проявленные при этом доблесть и мужество в самоотверженной работе всего личного состава по лечению и уходу за ранеными и больными.
В 1946—1959 гг. — военный врач в ГСОВГ и воинских частях Советской армии в Прибалтике.
В 1959—1972 — секретарь парткома, в 1972—1985 гг. — инспектор Министерства здравоохранения Латвийской ССР, одновременно председатель Совета ветеранов Латышских красных стрелков Рижского отделения Комитета ветеранов войны
Заслуженный врач Латвийской ССР (1963).
Умер в 1987 году в Риге.

## Награды
- Орден Ленина
- Орден Красного Знамени (дважды)
- Орден Отечественной войны I степени
- Орден Отечественной войны II степени
- Орден Трудового Красного Знамени
- Орден Красной Звезды (дважды)
- Орден Дружбы народов